# Sypna albilinea
Sypna albilinea är en fjärilsart som beskrevs av Walker 1858. Sypna albilinea ingår i släktet Sypna och familjen nattflyn. Inga underarter finns listade i Catalogue of Life.